# کلود الکساندر دو بونوال

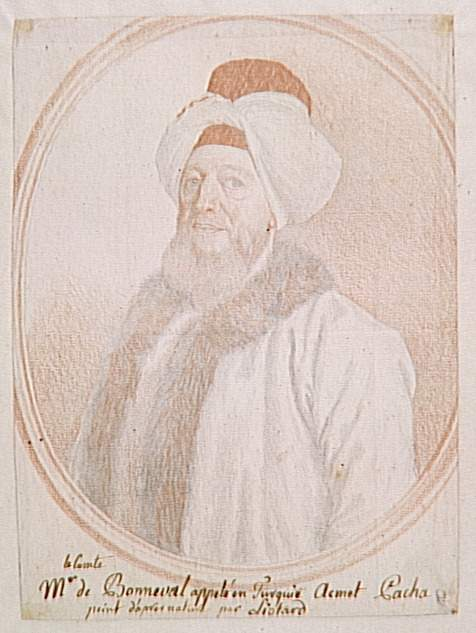
احمد پاشا خمپاره‌چی

کلود الکساندر کامت دو بونوال (به فرانسوی: Claude Alexandre de Bonneval؛ ۱۴ ژوئیه ۱۶۷۵ – ۲۳ مارس ۱۷۴۷) یک افسر ارتش فرانسه بود که بعداً به خدمت ارتش امپراتوری عثمانی درآمد. وی سرانجام به اسلام گروید و به احمد پاشا خمپاره‌چی (Humbaracı Ahmet Paşa) معروف شد.

## زندگی
جاکومو کازانووا نویسنده ونیزی، در کتاب خود، شرح ملاقاتش در سن نوزده سالگی با کنت دو بونوال در قسطنطنیه را توصیف کرده و نام اسلامی او را به جای احمد، عثمان بیان نمود.
در سال ۱۷۲۹، کلود الکساندر دو بونوال (احمد پاشا خمپاره‌چی) مدرسه خمپاره را دایر و همه سربازان خمپاره‌چی را در یک تشکیلات نظامی در سطح سپاه سازماندهی مجدد نموده و سپاه خمپاره‌چی را تأسیس کرد.
وی در جنگ با روسیه و با نادرشاه افشار مشهور، خدمات ارزنده‌ای به سلطان عثمانی ارائه داد. وی به عنوان پاداش، فرمانداری خیوس را دریافت کرد، اما خیلی زود مورد سوظن باب عالی قرار گرفت و برای مدتی به سواحل دریای سیاه تبعید شد. وی در مارس ۱۷۴۷ در قسطنطنیه درگذشت.